# Virginia Beach Mariners
Der Virginia Beach Mariners Soccer Club ist ein ehemaliger US-amerikanischer Fußballverein aus Virginia Beach, Virginia. Der Verein wurde 1994 gegründet und spielte zuletzt in der USL First Division, der damals zweithöchsten Liga im nordamerikanischen Fußball. 

## Geschichte
Der Verein wurde 1994 als Hampton Roads Hurricanes gegründet. Nach der ersten Saison wurde aus den Hurricanes die Mariners. 1997 trug der Verein keine Spiele aus und schloss sich zur Folgesaison der A-League, dem Vorläufer der United Soccer League an. Zwei Jahre später zog der Verein in den Virginia Beach Sportsplex ein. 
2003 wurde der Verein erneut umbenannt und heißt seitdem Virginia Beach Mariners. Bis heute konnte der Verein noch keine nennenswerten Erfolge erzielen. 
Seit 2006 spielt eine Reservemannschaft des Vereins als „Virginia Beach Submariners“ in der USL Premier Development League.
Am 30. März 2007 kündigte der Verein seinen Rücktritt von dem aktuellen Spielbetrieb an. Gründe hierfür waren der Rückzug der Besitzer des Vereins.
Die Reservemannschaft des Vereins wurde von dem W-League-Verein Hampton Roads Piranhas übernommen. Unter diesem Namen spielte der Verein weiterhin in der Premier Development League.

## Bekannte Spieler
- Jon Busch (1998–2000)
- John Barry Nusum (2005–2006)

## Saisonstatistik
| Jahr | Liga                | Reg. Season              | Play-offs                | U.S. Open Cup      |                  |
| ---- | ------------------- | ------------------------ | ------------------------ | ------------------ | ---------------- |
| 1994 | USISL               | 5. Platz, Atlantic       | Division Halbfinale      | nicht teilgenommen |                  |
| 1995 | USISL Pro League    | 5. Platz, Atlantic       | Division Halbfinale      | nicht qualifiziert |                  |
| 1996 | USISL Select League | 3. Platz, South Atlantic | Select Six               | nicht qualifiziert |                  |
| 1997 | Kein Ligabetrieb    | Kein Ligabetrieb         | Kein Ligabetrieb         | Kein Ligabetrieb   | Kein Ligabetrieb |
| 1998 | USISL A-League      | 3. Platz, Atlantic       | Conference Viertelfinale | 3. Runde           |                  |
| 1999 | USL A-League        | 6. Platz, Atlantic       | nicht qualifiziert       | nicht qualifiziert |                  |
| 2000 | USL A-League        | 4. Platz, Atlantic       | Conference Viertelfinale | 3. Runde           |                  |
| 2001 | Kein Ligabetrieb    | Kein Ligabetrieb         | Kein Ligabetrieb         | Kein Ligabetrieb   | Kein Ligabetrieb |
| 2002 | USL A-League        | 5th, Southeast           | nicht qualifiziert       | 3. Runde           |                  |
| 2003 | USL A-League        | 2. Platz, Southeast      | Division Finale          | 4. Runde           |                  |
| 2004 | USL A-League        | 6. Platz, Eastern        | nicht qualifiziert       | 3. Runde           |                  |
| 2005 | USL First Division  | 11. Platz                | nicht qualifiziert       | 2. Runde           |                  |
| 2006 | USL First Division  | 9. Platz                 | nicht qualifiziert       | 3. Runde           |                  |